# José Clemente Orozco

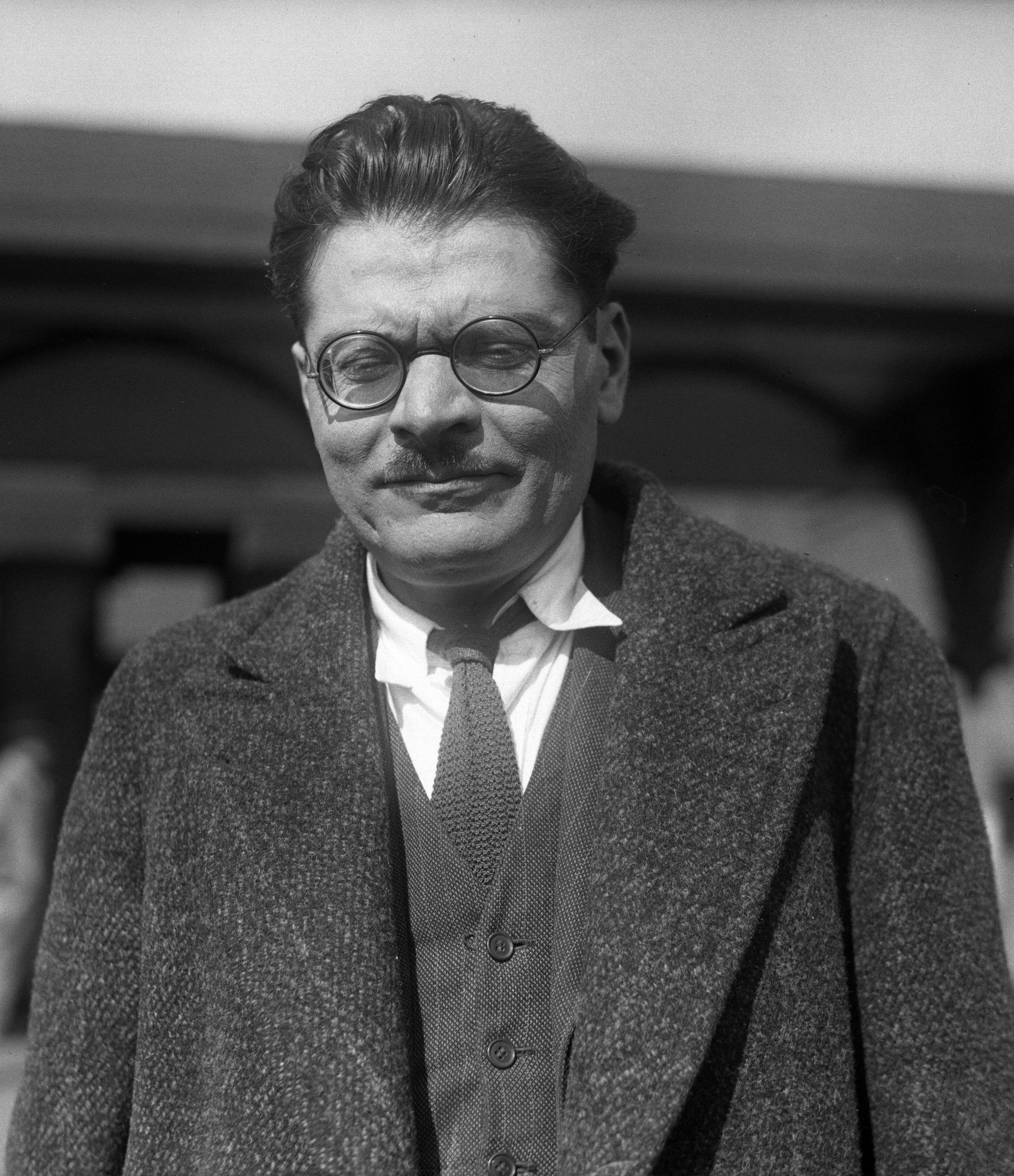
José Clemente Orozco (um 1930)

José Clemente Orozco (* 23. November 1883 in Ciudad Guzmán; † 7. September 1949 in Mexiko-Stadt) gilt als Begründer der zeitgenössischen mexikanischen Malerei. Er ist einer der Hauptvertreter des Muralismus und gehört neben David Alfaro Siqueiros und Diego Rivera zu den sogenannten Los Tres Grandes („Die großen Drei“).

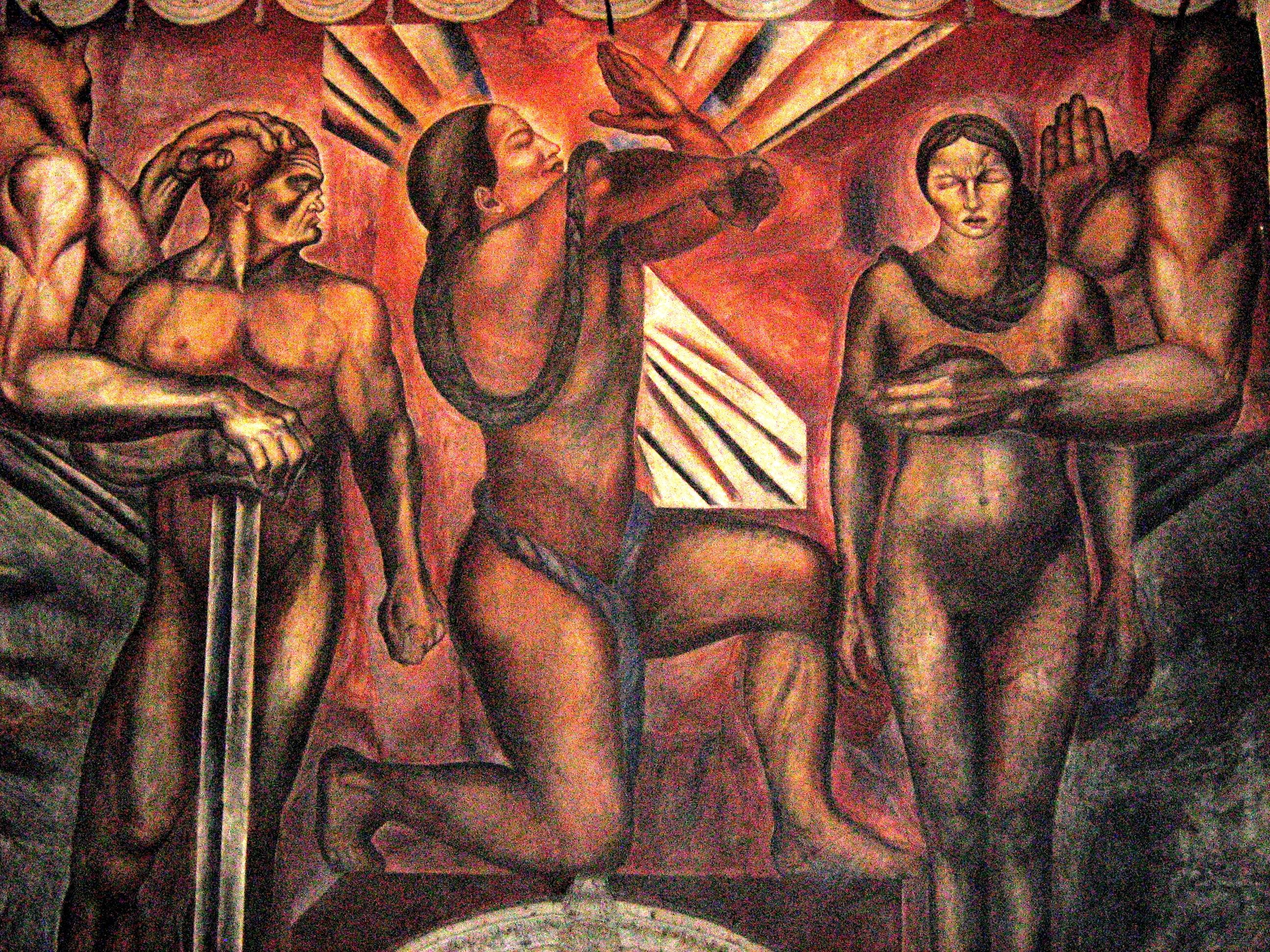
Murales Omnisciencia, 1925, Mexiko-Stadt

Seine Fresken kennzeichnet eine gewisse Nähe zur Karikatur (vor allem bei der Verhöhnung seiner Unterdrücker) und wenngleich er sich zum Kommunismus bekannte, sind sie nicht so stark von revolutionärem Geist geprägt wie die Werke seiner beiden Mitstreiter. Seine Werke befinden sich in vielen bedeutenden Sammlungen, z. B. Los Angeles County Museum of Art, Museo de Arte Moderno (Mexiko-Stadt), Nagoya City Art Museum und Palacio de Bellas Artes (Mexiko-Stadt). 

## Leben
Nach eigenen Aussagen hatte der mexikanische Künstler José Guadalupe Posada, den er in seiner Jugend kannte, einen starken Einfluss auf ihn. In seiner Kindheit hatte Orozco bei einem Unfall mit Feuerwerk seine linke Hand verloren.
Im Auftrag der New School for Social Research in New York, gestaltete Orozco mehrere Wände in einem nüchternen Gebäude im Internationalen Stil an der 66 West 12th Street in Manhattan, die zu dessen Eröffnung im Januar 1931 fertig wurden. Die Bildthemen sind: Science, Labor and Art, sowie A Call for Revolution und Struggle in the Orient/Struggle in the Occident und Table of Universal Brotherhood, und schließlich Homecoming of the Worker of the New Day.
1943 wurde er als auswärtiges Ehrenmitglied in die American Academy of Arts and Letters gewählt.